# Kokorycz pusta

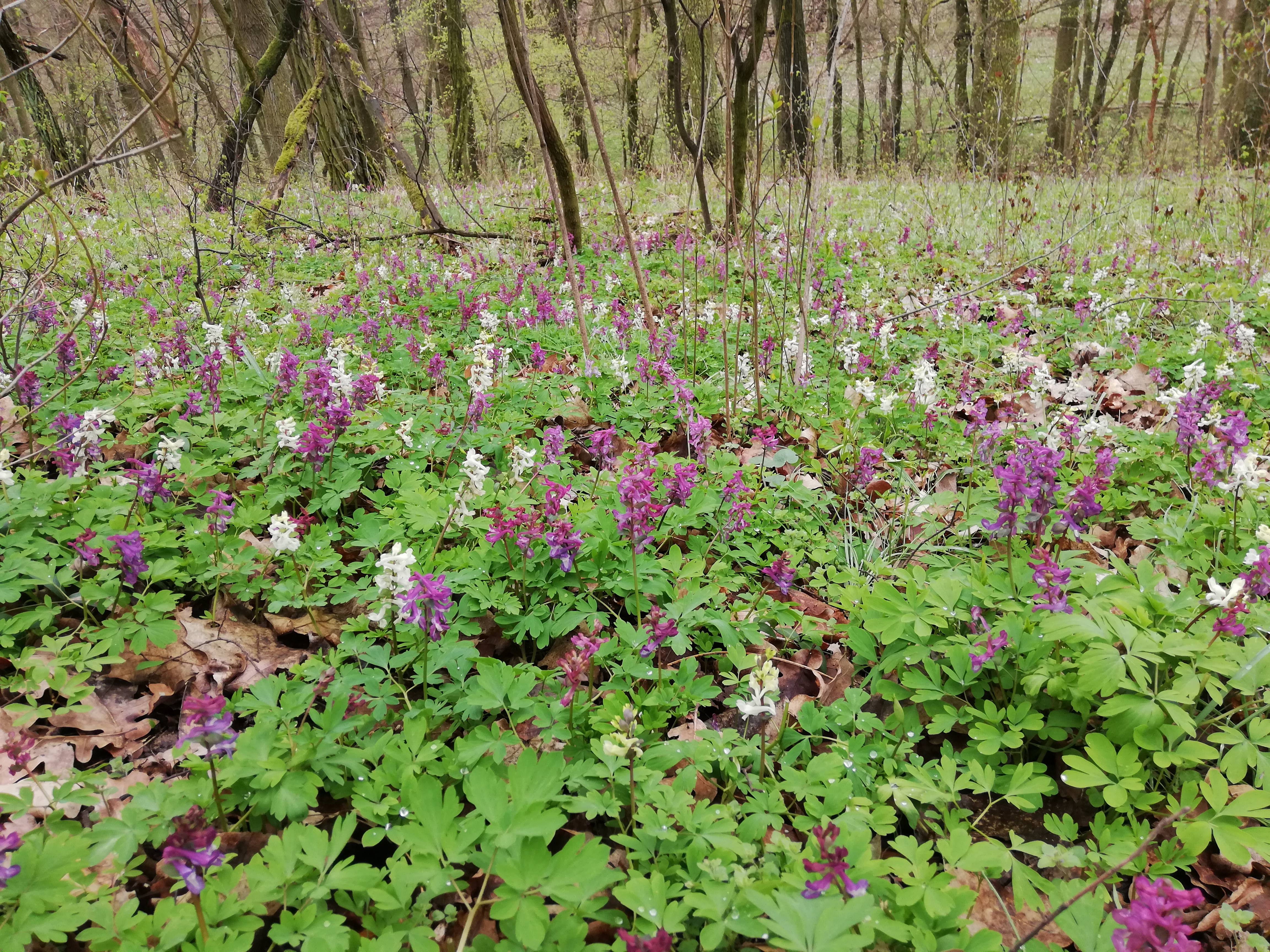
Łany różnokolorowych kokoryczy pustych w siedlisku

Kokorycz pusta (Corydalis cava) – gatunek byliny należący do rodziny makowatych i podrodziny dymnicowych. Występuje w stanie dzikim na rozległych obszarach Europy oraz w Azji Zachodniej (Turcja, Iran) i na Kaukazie. W Polsce gatunek jest rozpowszechniony na południu oraz w Wielkopolsce, na Kujawach i wzdłuż doliny dolnej Wisły, poza tym spotykana jest we wszystkich regionach, ale na rozproszonych stanowiskach, w górach tylko w niższych położeniach.

## Morfologia
ŁodygaNierozgałęziona, w dole bez łuskowatych liści. Osiąga wysokość 10–35 cm.
Część podziemnaBulwa z włóknistymi korzeniami. Starsze bulwy z pustymi przestrzeniami (stąd gatunkowa nazwa rośliny).
LiścieDwa, naprzemianległe, ogonkowe. Blaszka podwójnie trójsieczna, o wydłużonych, głęboko wcinanych odcinkach. Z wierzchu jest jasnozielona, a od spodu szarozielona.
KwiatyZebrane po 10–20 w szczytowe, wzniesione grono. Kwiaty osadzone są na szypułkach długości 0,5 cm i wsparte jajowatymi, niepodzielonymi, zwężającymi się ku szczytowi przysadkami. Okwiat tworzony jest przez cztery listki najczęściej purpurowe lub niebieskofioletowe, ale też czerwonawe, białe, kremowe, różowe lub żółte. Jeden z listków okwiatu z ostrogą o takiej samej długości, pozostała część kwiatu. Pręciki dwa.
OwoceTorebki ok. 3 razy dłuższe od szypułki zawierająca nasiona o średnicy 3–3,5 mm.

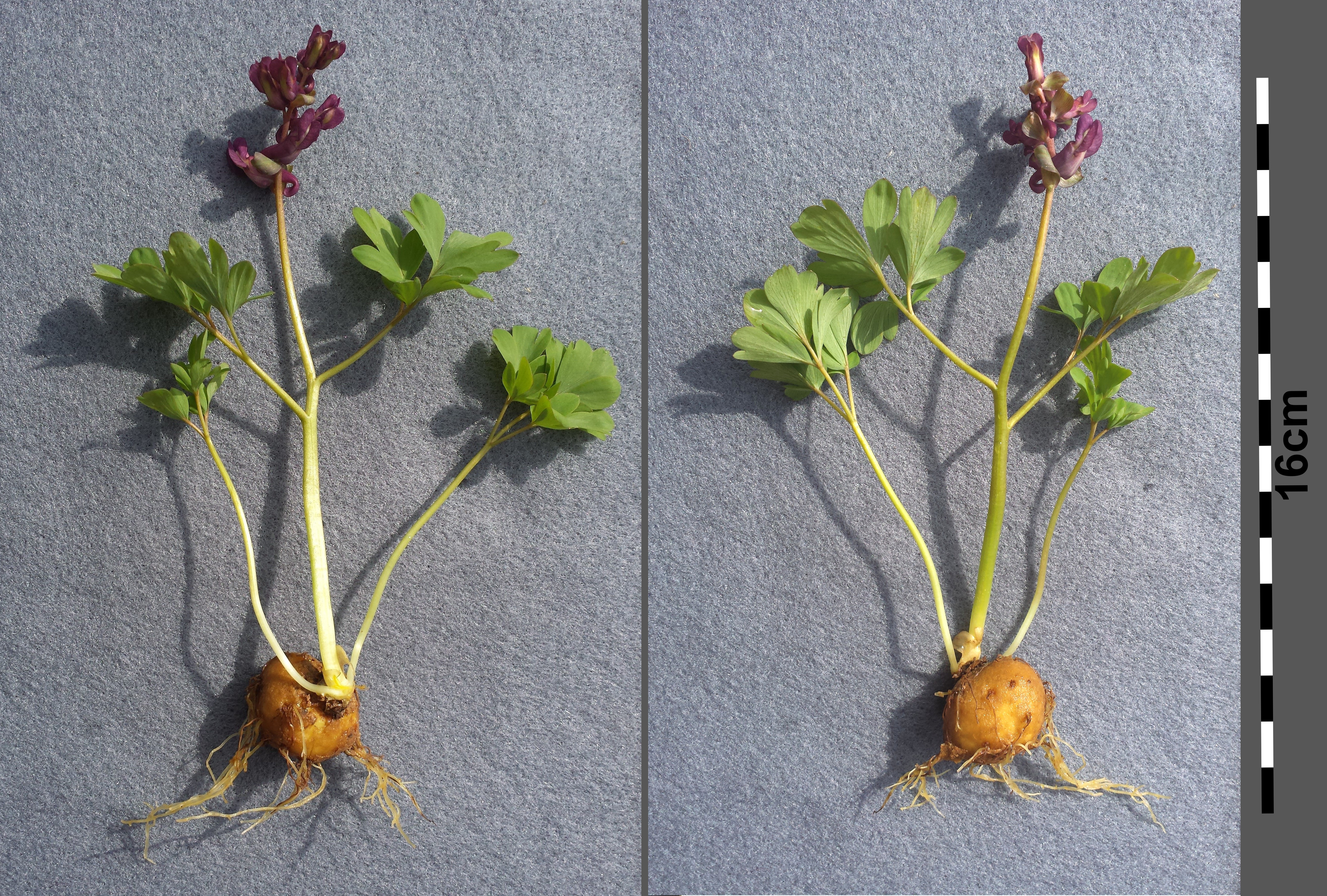
Pokrój
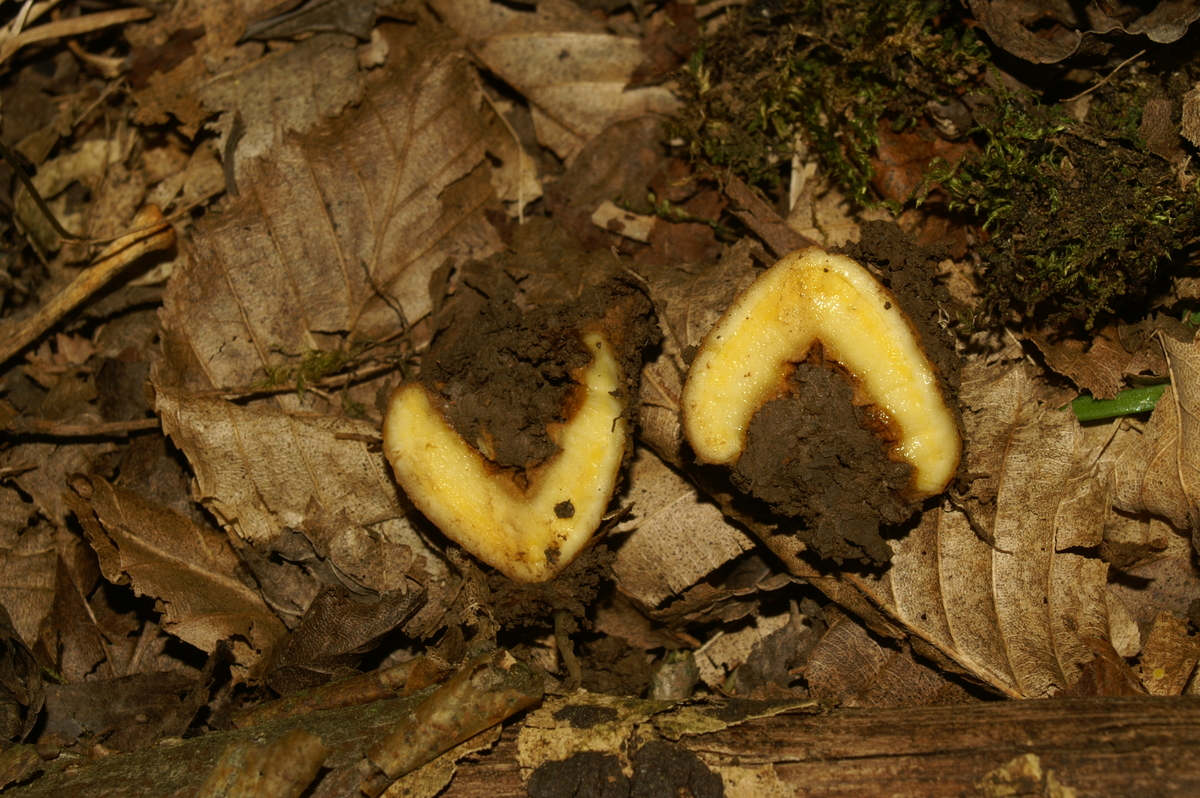
Przecięta bulwa
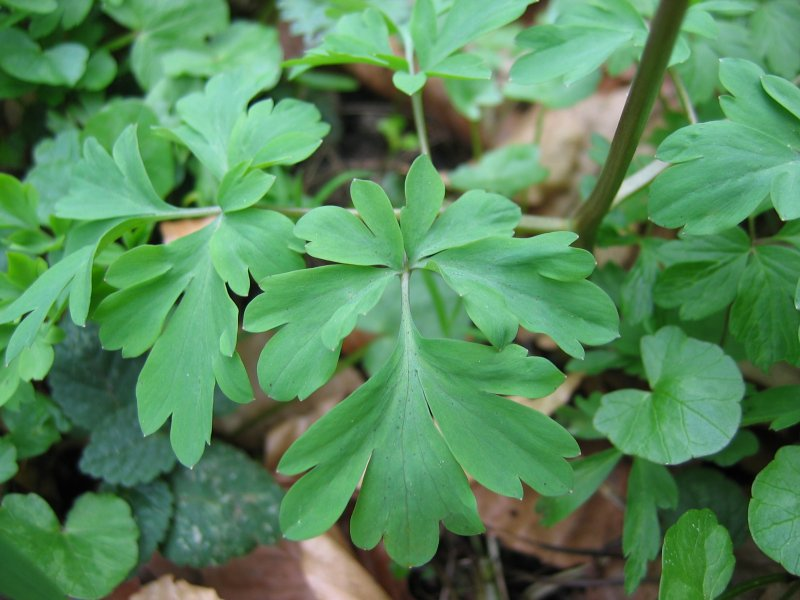
Liść
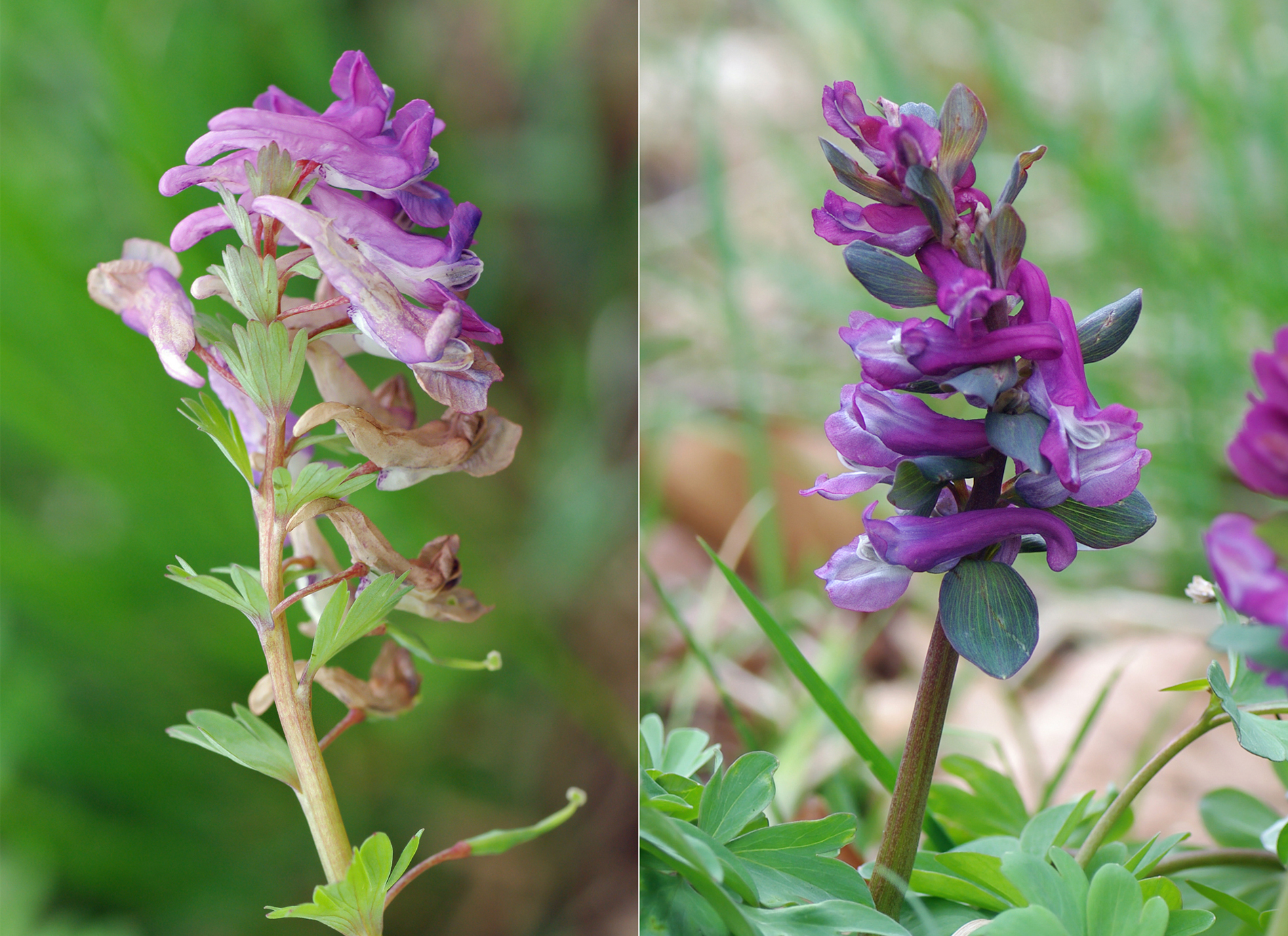
Kwiatostany kokoryczy pełnej (po lewej) i pustej (po prawej)
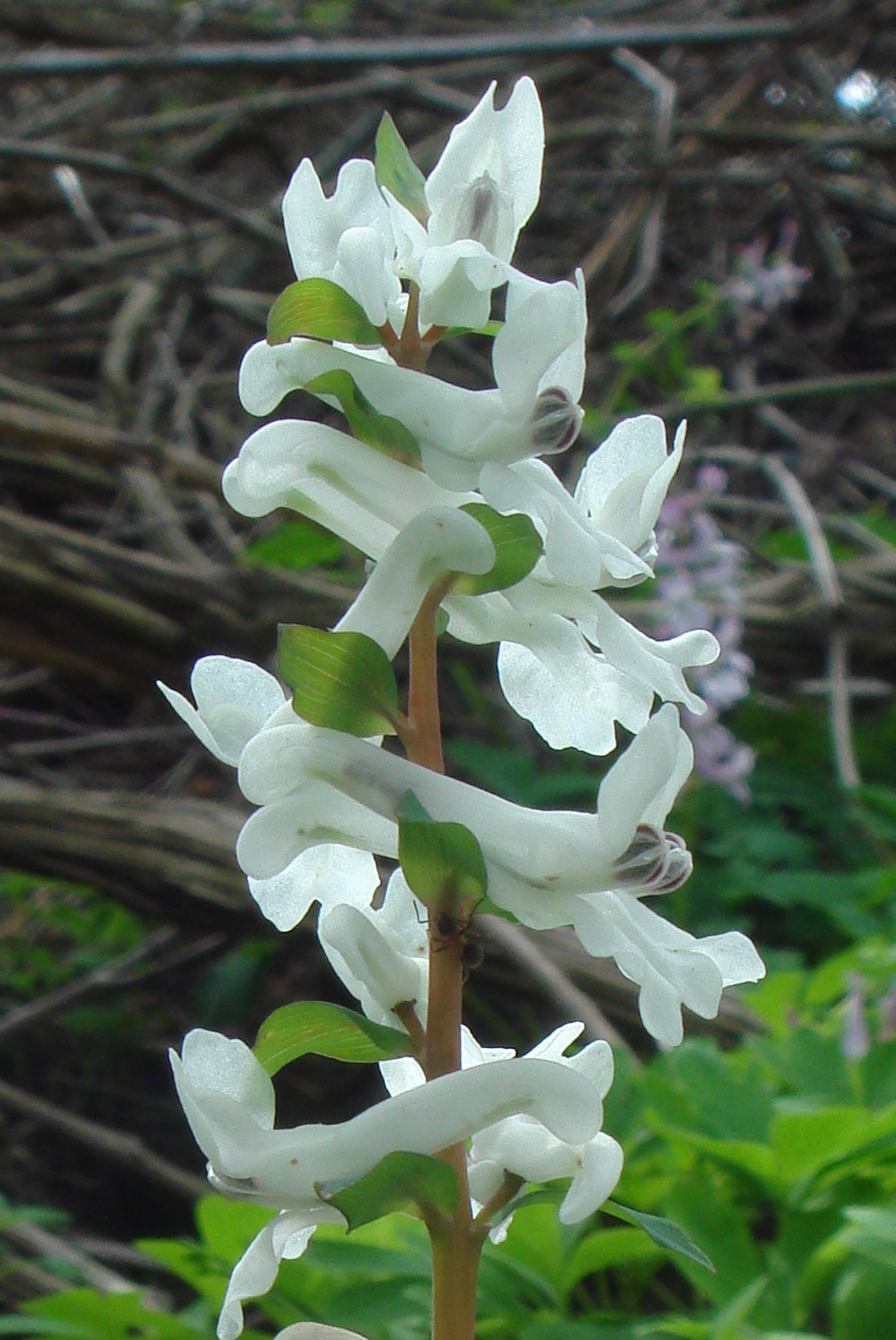
Kwiaty białe
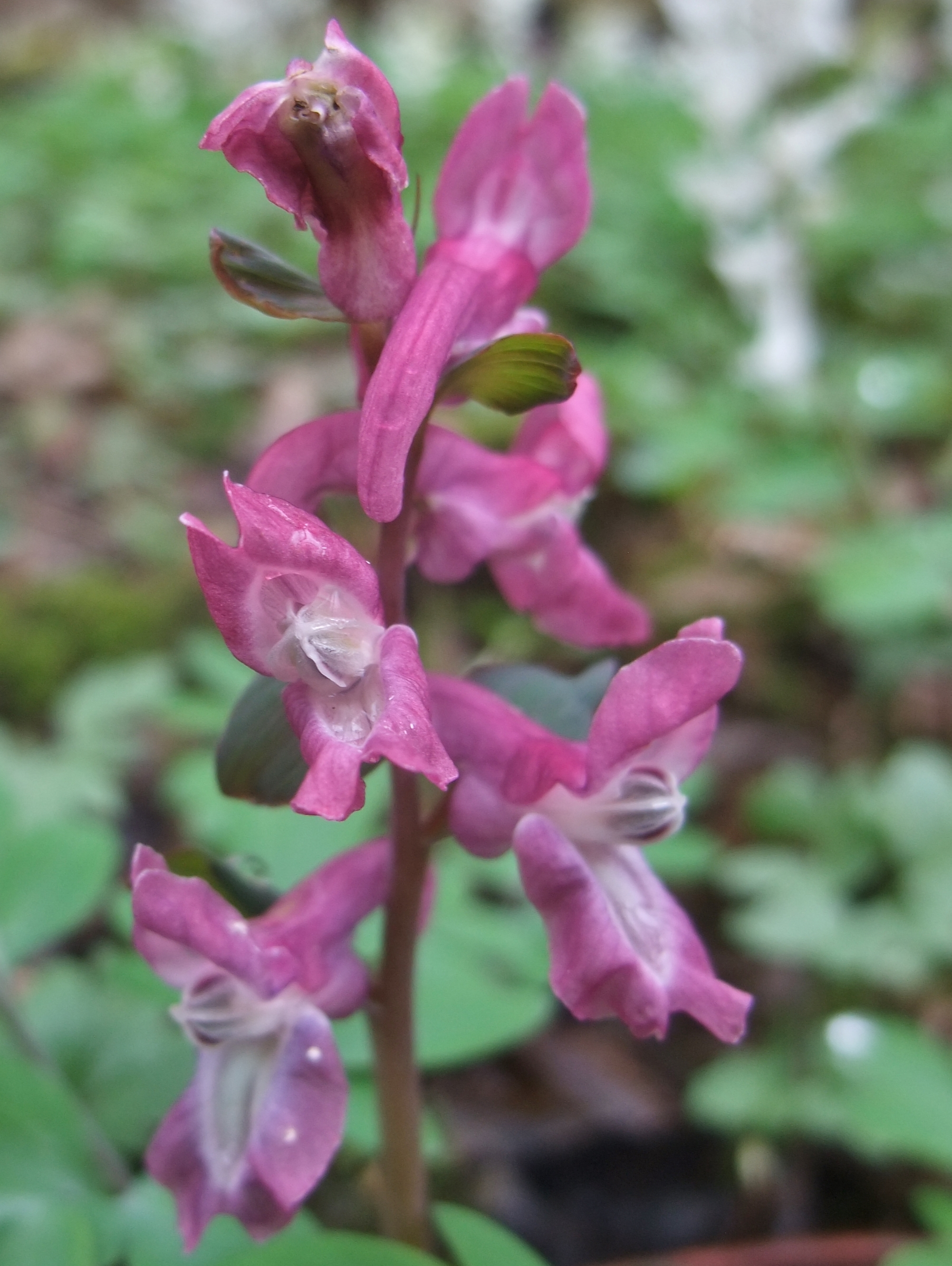
Kwiaty jasnoróżowe
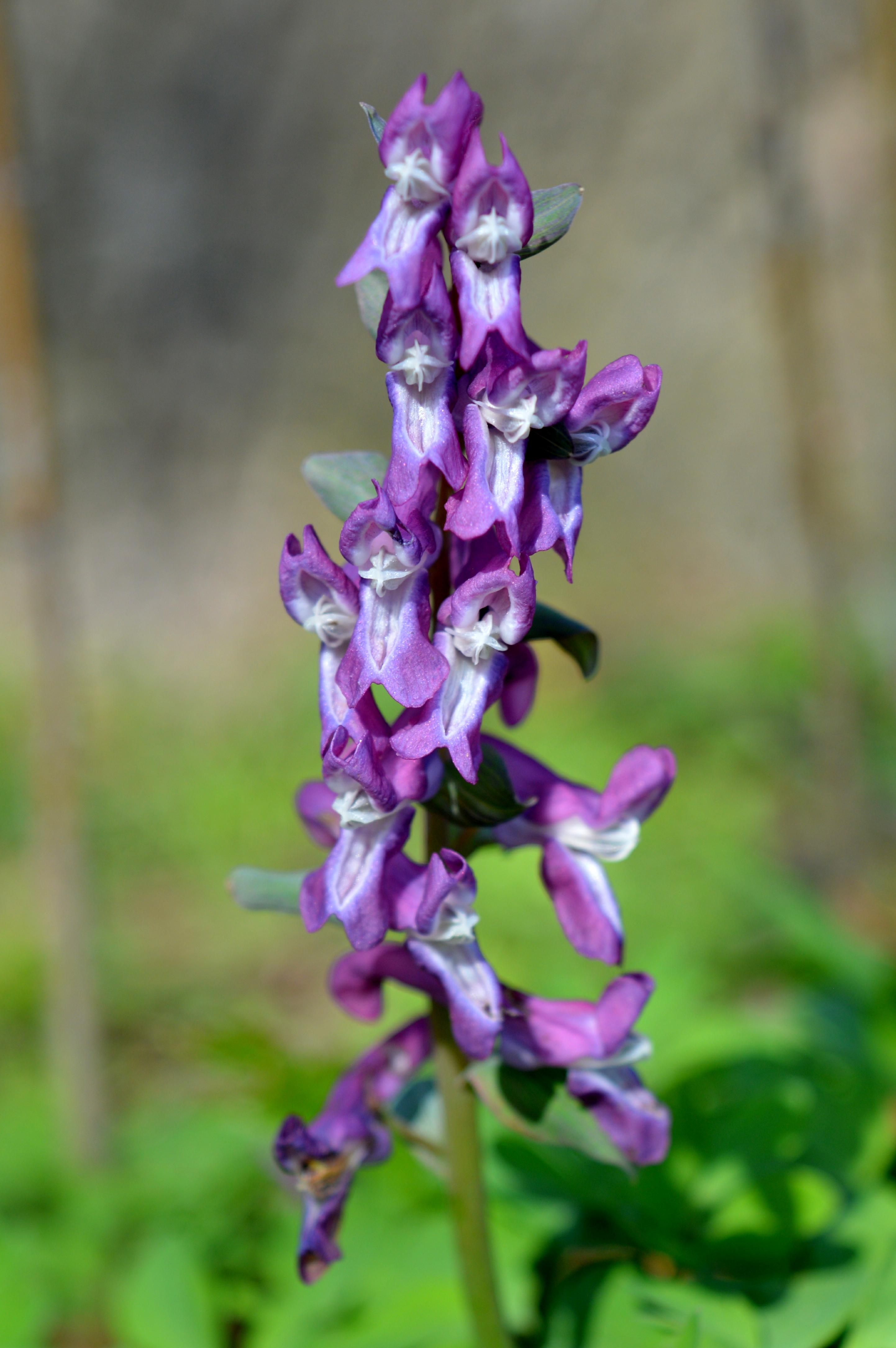
Kwiaty ciemnoróżowe

Gatunki podobneKokorycz pełna. Najłatwiej rozróżnić po przysadkach (kokorycz pełna ma trójdzielne) i bulwach (kokorycz pełna ma pełne).

## Biologia i ekologia
RozwójBylina, geofit. Kwitnie od marca do maja.
SiedliskoWystępuje w lasach liściastych, przede wszystkim bukowych. Preferuje gleby zasobne w węglan wapnia i wilgotne.
FitosocjologiaW klasyfikacji zbiorowisk roślinnych gatunek charakterystyczny dla O. Fagetalia.
Roślina trująca.
Interakcje międzygatunkoweJest rośliną żywicielską larw chronionego motyla niepylaka mnemozyny.
ZmiennośćTworzy mieszańce z kokoryczą pełną.